# محطة قطار البيضاء
محطة البيضاء ، هي محطة قطار جزائرية سابقة تقع في بلدية سيدي أحمد ، بولاية سعيدة .

## وضع السكك الحديدية
تقع المحطة على ارتفاع 1 064,840 متر فوق مستوى سطح البحر، عند النقطة الكيلومترية (PK) 268,100 من خط سكة حديد من وهران إلى قنادسة [الفرنسية]، حيث تسبقها محطة مصباح وتتبعها محطة مولاي عبد القادر القديمة.

## تاريخ
دخلت المحطة الخدمة في 1 يونيو 1881 عندما تم افتتاح الجزء الممتد من  خالف الله إلى مصباح من الخط القديم ذي العيار 1,055 مم من وهران إلى القنادسة، وقد سبقتها محطة مولاي عبد القادر وتلتها محطة مصباح.